# Nimno
Nimno je naselje u slovenskoj Općini Rogaškoj Slatini. Nimno se nalazi u pokrajini Štajerskoj i statističkoj regiji Savinjskoj. 

## Stanovništvo
Prema popisu stanovništva iz 2002. godine naselje je imalo 77 stanovnika.